# 艾利逊发动机公司
艾利逊发动机公司是一家美国的航空用发动机制造商，1995年被劳斯莱斯股份有限公司收购。收购艾利逊之后，劳斯莱斯的产品线扩展到了所有可能的引擎类型上，从直升机用的涡轴式引擎（如AE 1107C-Liberty）到宽体式客机的涡轮风扇发动机（如劳斯莱斯特伦特系列）。

## 外部連結
- Annals of the Flying Tigers （页面存档备份，存于）
- Allison's work on turbine engines for automobiles